# 藤田田
藤田 田（ふじた でん、1926年〈大正15年〉3月13日 - 2004年〈平成16年〉4月21日）は、日本の実業家。大阪府大阪市東淀川区（現・淀川区）生まれ。輸入雑貨販売店「藤田商店」、「日本マクドナルド」、「日本トイザらス」、「日本ブロックバスター」創業者。

## 経歴

### 藤田商店創業まで
母親がキリスト教徒だったことから、「口」に「十字架」で、よい言葉を語るように、という意味で「田」という名前になったとされている。本人はクリスチャンではなく、「銀座のユダヤ人」を自称した。
3歳の時に千里山へと移住した。通っていた三島郡千里第二尋常小学校（現在の吹田市立千里第二小学校）では、成績は優秀だったものの母が教師に付け届けをしなかったため内申書をあまりよい表現で書いてもらえず、一浪して大阪・十三の（旧制）北野中学に進学。
卒業後、戦火が激しくなったことから大阪を離れ、1944年に（旧制）松江高等学校を経て東京大学法学部へ入学。光クラブを経営する山崎晃嗣が1級上におり、後述する関係であった。在学時に授業料と生活費を稼ぐために通訳の仕事をするが、そこで出会ったユダヤ人たちが兵隊の位は下士官以下、「Jew」と軽蔑されているにもかかわらず貸金業で、贅沢な暮らしをしていたことに驚く。藤田は彼らと深く付き合うことで、「ユダヤ商法」を学んだ。東大2年の時、過分な外貨の割り当てを受けてヨーロッパに輸入に出かけ、在学中の1950年（昭和25年）に輸入雑貨販売店「藤田商店」を設立。

### 『銀座のユダヤ人』の由来～大損しても納期を守る～
1968年、藤田はアメリカンオイルから、ナイフとフォーク300万本の注文を受注する。藤田は岐阜県関市の業者にナイフとフォークの製造を発注したが、田植えの時期と重なったこともあり、期限内に商品が完成されなかった。そのため、当初予定していた船舶での輸送では、期限内にアメリカに納品できない事態に陥る。飛行機をチャーターすればなんとか納期を守れるが、ナイフとフォーク300万本の代金ではとても採算が合わない。しかし意地でも納期を守りたかった藤田は、当時の金額で3万ドル、日本円で1,000万円の費用をかけてボーイング707をチャーターし、納期内に納品した。
これが功を奏し、翌年、今度はアメリカンオイルからナイフとフォーク600万本の注文を受注するが、前年同様、日本国内での生産が間に合わず、再び飛行機をチャーターすることになる。
二度に渡る飛行機のチャーターで藤田は大損したが、このことにより買えるはずのないユダヤ人の信用を得た。「あいつは約束を守る日本人だ」という情報が、世界中のユダヤ人に伝わったという。

### 日本マクドナルド創業以降
1971年（昭和46年）に日本マクドナルド、1989年（平成元年）に日本トイザらス（アメリカのおもちゃ専門チェーントイザらスの日本法人）、1991年（平成3年）に日本ブロックバスター（アメリカのレンタルビデオチェーン「ブロックバスター」の日本法人）を展開。世界一のネクタイ・スカーフ製造販売会社である英国タイラック社と提携し、日本タイラックを創業する。
マクドナルドやトイザらスのようなファミリー向けの健全な娯楽としてブロックバスターを展開しマクドナルド、トイザらス、ブロックバスターの頭文字を取り「MTB構想」と呼んだが、結果的には38店の全店舗を1999年（平成11年）11月にゲオへ売却した。
ハンバーガーの需要層が野球ファンと一致することから、1978年（昭和53年）には日本マクドナルドによるプロ野球（NPB）への参入も模索しており、当時のセントラル・リーグ会長である鈴木龍二にリーグ拡張を打診しているが、実現しなかった。
藤田商店の稼ぎ頭であったマクドナルドの経営においては、日本全国で「価格競争」を引き起こすなど、経済感覚、会社経営に長けたカリスマ的人物であったが、晩年は日本マクドナルドの業績が迷走するなどそれらに翳りが見えた。

### 会長退任
2000年（平成12年）2月からは「平日半額セール」などの新戦略を展開。デフレ下でも業績を伸ばし、2001年（平成13年）7月26日にはジャスダック市場に上場を果たした。日本マクドナルドは「デフレ時代の勝ち組」、社長の藤田は「ハンバーガー王」と謳われた。しかし「インフレが来る」と半額セールを打ち切ったことで客数が減り再び値下げするなど、価格政策の迷走で経営が悪化したことや、BSEの影響により客離れを引き起こし、同2001年（平成13年）に創業以来初の赤字に転落。2002年（平成14年）7月、日本マクドナルドの不振や自らの体調不良などにより社長を辞任。2002年3月、会長兼CEOに就任。2002年（平成14年）12月期連結決算で創業以来の最終赤字になったことから、2003年3月28日の株主総会後に会長を退任した。
日本マクドナルドの経営から退いた後は、公の場に出る機会は少なくなり、2004年（平成16年）4月21日午前5時56分、心不全のため東京都内の病院で死去。葬儀・告別式は近親者のみにて営んだ。78歳没。遺産総額は、約491億円。歴代6位だった。

## 人物
経営者としての顔のほか、著述家としての一面を持っていた。『ユダヤの商法 世界経済を動かす』 （1972年）はベストセラーになった。「78：22の法則」「ユダヤ教徒になれ」「金持ちから流行らせろ」などの主張を盛り込んだ。また、日本語の研究と金儲けが趣味で、日本マクドナルドを創業する際も、「McDonald's」を、英語の発音に忠実なカナ表記である『マク-ダーナルズ、または、マク-ダーヌルズ』とせずにアメリカ本社の反対を押し切り「日本語的に馴染みやすい3・3の韻になるよう」に『マクド-ナルド』とするなど、本業にもその成果を反映させた。
電車内では気軽に隣席の乗客に声をかける、タクシーに乗ったら必ずドライバーと会話をするなど、情報収集と人に溶け込む能力を、常日頃から磨くよう心がけていた。
最初の10年は毎月5万円、次の10年は10万円、次の10年は15万円と積立預金を30年間して、約1億円貯めた。計算上では5万円からスタートし3年毎に5万ずつ上げていくと利息こみで30年で1億程度になると思われる。

### 略年譜
- 1926年（大正15年）3月13日 - 大阪府大阪市に生まれる。旧制大阪府立北野中学、旧制松江高校を経て東京大学に進学。
- 1950年（昭和25年）4月 - 大学在学中に輸入雑貨販売店・藤田商店を創立。
- 1951年（昭和26年） - 東京大学法学部を卒業。
- 1970年（昭和45年） - 東京タワー蝋人形館を開設（2013年9月閉館）。
- 1971年（昭和46年）
  - 5月 - 日本マクドナルド（現日本マクドナルドホールディングス）を設立、代表取締役社長に就任。
  - 7月 - 日本でのマクドナルド第1号店を東京都中央区にオープン（銀座店）。
- 1986年（昭和61年） - 藍綬褒章受章
- 1987年（昭和62年）1月 - 株式会社藤田商店代表取締役会長となる。
- 1989年（平成元年）11月 - 日本トイザらス株式会社を設立。
- 1990年（平成2年）6月 - 日本トイザらス代表取締役副会長に就任。
- 2000年（平成12年）4月 - 日本トイザらスが日本証券業協会に店頭登録。
- 2001年（平成13年）7月 - 日本マクドナルドがJASDAQ市場へ上場。
- 2002年（平成14年）
  - 2月 - 株式会社エブリディ・マック代表取締役会長に就任。日本マクドナルドを日本マクドナルドホールディングスに商号変更、会社分割により100％子会社として日本マクドナルドを設立、ハンバーガーレストランの事業を承継。
  - 3月 - 日本マクドナルドホールディングス代表取締役会長兼CEOに就任。
  - 6月 - 日本プレタ・マンジュ株式会社代表取締役会長に就任。
  - 7月 - 日本マクドナルド代表取締役会長兼CEOに就任。
- 2003年（平成15年）3月 - 日本マクドナルドホールディングス代表取締役会長兼CEOを退任。
- 2004年（平成16年）4月21日 - 午前5時56分、心不全のため死去。享年79（満78歳没）。

### 人間関係
- 太宰治 - 死の前夜、バーで会っている。そのときの印象から、ただ単に道を踏み外しただけで、自殺ではないと主張している[8]。
- 山崎晃嗣 - 光クラブ社長、東大時代に金を貸していたが、自殺直前にきっちり回収したという。山崎を唯一「頭のいいやつ」と評し、3桁の複雑な掛け算を一瞬で暗算できたと言っている。自殺直前の山崎から資金繰りに行き詰まったことを相談された藤田は「法的に解決することを望むなら、君が消えることだ」と言った[9]。

- 松本善明 - 弁護士、日本共産党の衆議院議員。北野中学時代の同級生にあたり東大でも同窓。松本によると、北野中学時代はほとんど交友がなかったというが、1963年に松本が衆議院議員選挙に立候補する際には、既に新進気鋭の経営者であった藤田にカンパを頼み、当時の金額で50万円という巨額のカンパを受けたという。藤田はこのことを自著『ユダヤの商法 世界経済を動かす』で、「日本という体の中に、共産党というバイ菌がいて、それが暴れれば暴れるほど、アメリカという医者は日本へ良薬を与えてくれるのであります。その駄々をこねる役割り、バイ菌の役割り、私は、日本の共産党にそれを期待しているのであります。松本君は当選し、みごとにバイ菌の一つとして培養されました。私の投資は成功したのであります」と、松本へのカンパは自らの思想・信条に関係のない投資であったと述べている[10]。
  - いわさきちひろ - 松本の妻。藤田の妻・悦子がファンだったことから、松本の衆議院議員当選を前後して家族ぐるみの付き合いが始まり、ちひろが1974年に亡くなった際には「ちひろ美術館を建てるのに使って欲しい」と松本に巨額の資金提供を申し出たというが松本は申し出に感謝しつつも資金提供は辞退している[10]。
- 孫正義 - 高校時代に藤田を訪問、その際コンピューター関連を学ぶように助言した。後に成功した孫に食事に招待され、非常に感激し、孫の会社に自社パソコン300台を発注したという[11]。

### 家族
長男の藤田元は株式会社藤田商店代表取締役社長、東京タワー蝋人形館元館長。次男の藤田完は藤田商店代表取締役副社長。

### 語録
努力×時間の法則
「一日24時間。成功はいかなる人にも平等に与えられた、この24時間にどれだけ努力するかにかかっている。人間の頭の中身など、もともと大差などない。最後はいつも本人の「努力×時間」。」
人生観
「最悪のあとには必ず最善がある。いかなる苦境にも屈しない強さを身につけていれば、おのずと道は開ける。人生は希望を6割達成できればまあまあいい。7割いけば上出来、8割できれば感謝すべきである」
「凡眼には見えず、心眼を開け。好機は常に眼前にあり。」（会社の便箋に印字し毎日眺めていた言葉）

## 受章歴・受賞歴
- 1986年、藍綬褒章
- 1999年、第24回経済界大賞敢闘賞[12]

## 著書

### 単著
- 『ユダヤの商法 世界経済を動かす』ベストセラーズ〈ベストセラーシリーズ〉、1972年。
  - 『ユダヤの商法 世界経済を動かす』ベストセラーズ〈ワニの本 ベストセラーシリーズ〉、1983年7月。ISBN 4-584-00197-9。
  - 『ユダヤの商法 世界経済を動かす (新装版)』ベストセラーズ、2019年4月13日。ISBN 978-4584139004。
- 『頭の悪い奴は損をする ユダヤ流・金戦の哲学』ベストセラーズ〈ベストセラーシリーズ〉、1974年。
  - 『頭の悪い奴は損をする ユダヤ流・金銭の哲学』ベストセラーズ〈ワニ文庫〉、1983年12月。ISBN 4-584-30003-8。
  - 『頭の悪い奴は損をする』（新装版）ベストセラーズ〈ワニの新書 Den Fujitaの商法 1〉、1999年12月。ISBN 4-584-11001-8。
- 『天下取りの商法 ゼロから1000億円へ』ベストセラーズ〈ワニの本. ベストセラーシリーズ〉、1983年7月。ISBN 4-584-00512-5。
  - 『天下取りの商法』（新装版）ベストセラーズ〈ワニの新書 Den Fujitaの商法 2〉、1999年12月。ISBN 4-584-11002-6。
- 『ユダヤ流金持ちラッパの吹き方 なぜ俺だけが儲かるのか』ベストセラーズ〈ワニの本 ベストセラーシリーズ〉、1985年7月。ISBN 4-584-00586-9。
  - 『金持ちラッパの吹き方』（新装版）ベストセラーズ〈ワニの新書 Den Fujitaの商法 3〉、2000年3月。ISBN 4-584-11003-4。
- 『超常識のマネー戦略 実戦ユダヤの商法』ベストセラーズ〈ワニの本 ベストセラーシリーズ〉、1986年11月。ISBN 4-584-00629-6。NDLJP:11939669。
  - 『超常識のマネー戦略』（新装版）ベストセラーズ〈ワニの新書 Den Fujitaの商法 4〉、2000年3月。ISBN 4-584-11004-2。
- 『起業戦争の極意 ユダヤの商法』ベストセラーズ〈ワニの本〉、1991年5月。ISBN 4-584-00759-4。
- 『勝てば官軍 成功の法則』ベストセラーズ、1996年10月。ISBN 4-584-18260-4。
- 藤田田(述) 著、ソニー・マガジンズビジネスブック編集部 編『藤田田語録　常勝経営のカリスマ』ソニー・マガジンズ、1999年4月。ISBN 4-7897-1362-8。
- 『チャンスをお金に変える方法 藤田田の金戦学』ベストセラーズ〈ワニ文庫〉、2004年3月。ISBN 4-584-39182-3。

### 共著
- NHK取材班『ライバル日本史 (7)』角川書店、1995年9月。　社長の条件―渋沢栄一vs岩崎弥太郎（藤田田vs堺屋太一）
  - NHK取材班『激突―ライバル日本史〈7〉』角川書店〈角川文庫〉、1996年12月。
- 高橋徹『藤田田社長が高橋徹教授にIT特別講義を受ける』ベストセラーズ、2001年5月。ISBN 4-584-18610-3。

### その他
- 『藤田商店商法　ノウハウ著述集・成功事例著述集』株式会社藤田商店〈株式会社藤田商店〉、2001年。